# Рибніков Костянтин Олексійович
Костянтин Олексійович Рибніков (5 [18] серпня 1913, Станиця Луганська, Область війська Донського — 20 серпня 2004, Москва) — радянський й російський математик  та історик науки. Доктор фізико-математичних наук, Заслужений професор МДУ імені М.В Ломоносова, Заслужений діяч науки та техніки РРФСР.

## Біографія
Народився в сім'ї вчителів початкової школи Олексія Федоровича та Віри Костянтинівни Рибнікових (у майбутньому - Заслужених вчителів РРФСР). По батьківській лінії предки були козаками, по материнській - священнослужителями. Мав старшого брата (зведеного – від першого шлюбу батька) та молодших братів Федора, Святослава та сестру Ольгу.
У 1929 році, після закінчення середньої школи-дев'ятирічки (тоді навчалися 9 років), хотів вступити до Ростовського університету, але отримав відмову в прийомі документів, оскільки місця для майбутніх першокурсників розподілялися за класовим принципом — серед дітей робітників та селян. Був зарахований до Краснодарського кавалерійського училища, проте через передбачуваний переведення до Владикавказького піхотного училища (де на той час був недобір курсантів) залишив училище. Повернувся до Міллерова і недовго працював на цегельному заводі. Комсомольською путівкою отримав направлення на роботу вчителем початкової школи в село Поздніївка Криворізького району Ростовської області, за 40 км від Міллерова. Вів уроки одночасно у кількох класах. Потім викладав (у тому числі математику в класах усіх рівнів) у школах Міллерово.
У зв'язку з процесом створення українських національних кадрів, що розпочався, отримав направлення для вступу до Київського державного університету і подав заяву на факультет соціального виховання, випускники якого направлялися до загальноосвітніх шкіл. Однак низький рівень викладання (яке велося «ламаною» українською мовою, причому навчання математики було нижчим за будь-яку критику) спонукав його повернутися до Міллерова.
Написав докладний лист до ректора МДУ, в якому повідомляв про себе і просив надати можливість навчатися в університеті заочно. У швидко отриманій відповіді повідомлялося про його зарахування на перший курс заочного відділення механіко-математичного факультету (К. А. Рибніков підкреслював, що його зарахування на факультет відбулося раніше за офіційну дату створення механіко-математичного факультету — 1 травня 1933 року) з додатком програми курсу, контрольних завдань та навчальної літератури.
У 1933 році, прибувши до Москви, успішно склав іспити за перший курс, а потім досяг перекладу на очне відділення, яке достроково закінчив у 1936 році. Ще студентом познайомився зі своєю майбутньою дружиною Демидовою Антоніною Андріївною, яка закінчила хімічний факультет МДУ (згодом вона завідувала катедрою хімії та біології підготовчого відділення). Сам вільним слухачем закінчив 4 курси хімічного факультету.
Був прийнятий на роботу до МДУ, два роки завідував навчальною частиною заочного відділення, а згодом працював на посаді заступника ректора цього відділення. 1938 року вступив до аспірантури механіко-математичного факультету МДУ. Науковим керівником його стала С. А. Яновська. 25 червня 1941 року захистив кандидатську дисертацію «До історії варіаційного обчислення».
З початком Німецько-радянської війни брав участь у спорудженні оборонних споруд на східному березі Дніпра. Потім був відправлений до Ленінградського вищого військово-інженерного училища ім. А. А. Жданова (що на той момент перебувало в евакуації в Костромі). Там комісія відібрала його для навчання на Центральних курсах мінних загороджень та особливої техніки. Отримавши там військове звання старшини, було призначено старшиною роти особливої техніки. У травні 1942 року було надано звання лейтенанта, пройшов стажування в саперних частинах на Калінінському фронті. З 1943 року проходив службу в заблокованому Ленінграді, викладав у військово-інженерному училищі. З травня до жовтня 1944 року перебував у діючих частинах на фронті, командував взводом саперів (мінерів). Учасник операції "Багратіон" при настанні I Білоруського фронту, форсував річку Березину, звільняв Бобруйськ.
З 1945 року – доцент катедри математики фізичного факультету МДУ. Отримав направлення на роботу до спеціальної криптографічної служби, де пропрацював кілька років. Майор ГБ.
З травня 1953 року – доцент механіко-математичного факультету. Читав курси лекцій з математичного аналізу, вищої математики, історії математики, методологічних проблем математики та комбінаторного аналізу.
Доктор фізико-математичних наук, тема дисертації - "Про роботи К. Маркса з математики" (1954). Професор (1956).
У 1959 році заснував на мехматі МДУ кабінет історії та методології математики та механіки і був завідувачем цього кабінету аж до своєї смерті. Головним напрямом досліджень співробітників кабінету стала історія вітчизняної математики та механіки; досліджувалися також методологічні проблеми розвитку науки, історіографічна проблематика.
З серпня 1959 по серпень 1960 був начальником Головного управління університетів, економічних та юридичних вузів Міністерства вищих навчальних закладів РРФСР.
Підручник «Історія математики», написаний К. А. Рибніковим, витримав кілька видань і був перекладений рядом мов. Цей підручник досі залишається на мехматі основним підручником з історії математики .
Тривалий час К. А. Рибніков був одним із керівників Науково-дослідного семінару з історії математики та механіки, на базі якого сформувався щорічник "Історико-математичні дослідження" - перше у світі періодичне видання з історії математики.
Під керівництвом К. А. Рибнікова захищено 32 кандидатські та 7 докторських дисертацій за п'ятьма спеціальностями ВАК. Серед його учнів – С. З. Демидів, Про. Ст. Іванов, н. н. Яковлєв.

## Нагороди та звання
- орден Вітчизняної війни II ступеня
- орден «Знак Пошани» (двічі)
- одинадцять медалей, у тому числі «За оборону Москви»
- «За перемогу над Німеччиною у Великій Вітчизняній війні 1941—1945 рр.»
- «За трудову доблесть»
- Заслужений діяч науки РРФСР (1974)
- Заслужений професор МДУ (1994).

## Наукові інтереси
Історія математики, методологія математики, комбінаторний аналіз

## Публікації
- Рыбников К. А. Введение в комбинаторный анализ. — М. : Изд-во Моск. ун-та, 1972. — 255 с.[7]
- Рыбников К. А. Введение в методологию математики. — М. : Изд-во Моск. ун-та, 1979. — 128 с.[8]
- Рыбников К. А. История математики. — М. : Изд-во Моск. ун-та, 1994. — 495 с. — ISBN 5-211-02068-5.[9]
- Рыбников К. А., Рыбников К. К. Войны за просвещение. Математическое образование в СССР и России и Болонский процесс. — М. : Гелиос АРВ, 2012. — 160 с. — ISBN 978-5-85438-215-1.